# 新井慶史
新井 慶史（あらい よしのぶ、1988年4月7日 - ）は、日本の元ラグビー選手。

## プロフィール
- 大阪府大阪市出身。
- ポジションはフランカー(FL)。
- 身長 175cm、体重 95kg
- ニックネームはあらいちゃん。
- 7人制日本選抜に選ばれたことがある[1]。
- U20日本代表候補に選ばれたことがある[2]。

## 略歴
中学からラグビーを始めた。
2007年、東海大仰星高校卒業後、神戸製鋼コベルコスティーラーズに加入。
2014年、現役を引退した。